# Kruger (Unternehmen)
Kruger Inc. ist ein kanadisches Unternehmen, das hauptsächlich Holzprodukte wie Papier(tücher), Bodenbeläge und andere herstellt. Es wurde 1904 von Joseph Kruger gegründet und hat neben dem Hauptsitz in Montreal weitere Niederlassungen in den kanadischen Provinzen Alberta, British Columbia, Neufundland und Labrador, Ontario und Québec, des Weiteren auch in den USA und Großbritannien. Das Unternehmen beschäftigt weltweit etwa 10.000 Mitarbeiter.
Die Leitung des Unternehmens blieb bislang in den Händen der Familie, nach Joseph Krugers Sohn Gene Kruger wurde sie von dessen Sohn Joseph Kruger II übernommen, der sie bis heute (Stand 2007) innehat.